# Xenocorixa
Xenocorixa is een geslacht van wantsen uit de familie van de Corixidae (Duikerwantsen). Het geslacht werd voor het eerst wetenschappelijk beschreven door Hungerford in 1947.

## Soorten
Het genus is monotypisch en bevat alleen de volgende soort:

- Xenocorixa vittipennis (Horváth, 1879)